# Ghiacciaio Sibelius
Il ghiacciaio Sibelius è ghiacciaio lungo circa 19 km e largo 10, situato sull'isola Alessandro I, al largo della costa della Terra di Palmer, in Antartide. Il ghiacciaio si trova nella parte settentrionale dell'isola, dove fluisce verso sud, scorrendo lungo il versante occidentale del monte Stephenson e del monte Egbert, e quello orientale dei colli Finlandia, fino a entrare nel ghiaccio pedemontano Mozart.

## Storia
Il ghiacciaio Sibelius è stato osservato e fotografato per la prima volta nel 1937 durante una ricognizione aerea effettuata nel corso della spedizione britannica nella Terra di Graham, al comando di John Rymill. Il ghiacciaio è stato poi mappato nel 1960 da Searle, un cartografo del British Antarctic Survey (al tempo ancora chiamato "Falkland Islands Dependencies Survey", FIDS), sulla base di fotografie aeree scattate durante la spedizione antartica di ricerca comandata da Finn Rønne, svoltasi nel 1947-48, ed è stato così battezzato nel 1961 dal Comitato britannico per i toponimi antartici in onore di Jean Sibelius, il famoso compositore finlandese.